# 不自由，毋宁死！

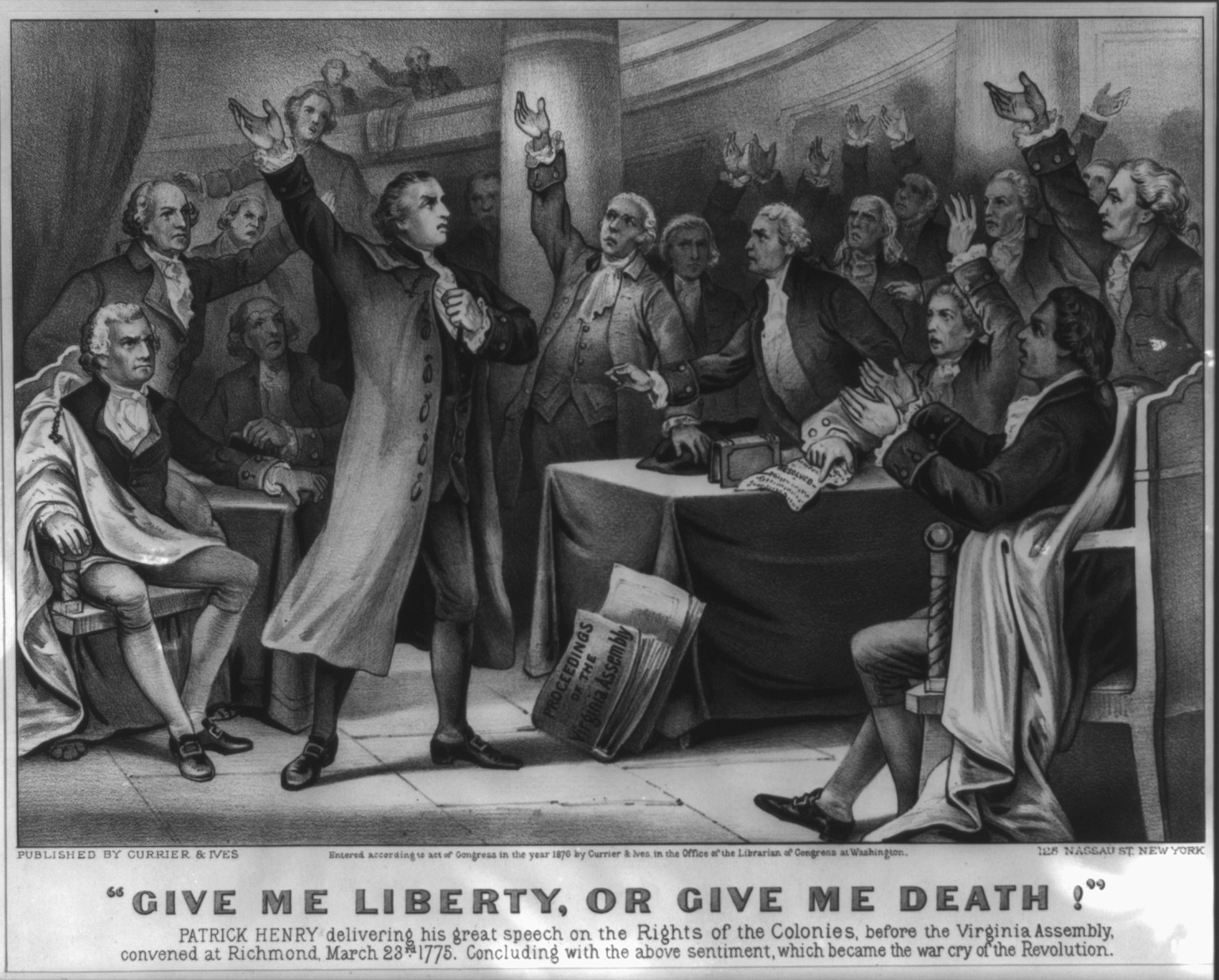
《不自由，毋宁死！》版畫（1876年），收藏於美國國會圖書館

“不自由，毋寧死！”（英語：Give me liberty, or give me death!）出自蘇格蘭裔美國人派屈克·亨利於1775年3月23日舉行的第二次維吉尼亞公約會議，在美國維吉尼亞州里士滿聖約翰教堂發表的演講，其中的最後一句結語。
亨利在該次大會發表演講，試圖說服會議通過一項議決，支持維吉尼亞派軍參加即將來臨的美國革命戰爭。參加該次大會的代表，包括美國開國元勳托馬斯·杰斐遜和喬治·華盛頓，以及其他政治领袖。

## 刊行与回响
這篇演講的文字記述，首次刊登於1816發行的《The Port Folio》。 今天為人所熟知的演講內容，首次出現於1817年威廉·沃特為亨利撰寫的傳記。
美國歷史學家之間存在一個爭論，关于這句話的聞名於世，應該有多大程度是歸功於亨利發表的演講，又有多大程度是歸功於沃特撰寫的傳記。 这本传记所述的演讲内容，让历史学家感到困惑之处，是无法确知有哪些内容是真正出自亨利的演讲，又有哪些内容是出自沃特的主观想象。 毫无疑问的是，这本传记所述的演讲内容，能够激起弗吉尼亚人的回忆，对领导美国人民参与独立的领袖精神，而感到与有荣焉。
现在已经无法完整回述派屈克·亨利在会议的演讲内容，但却不能否定他的演讲所造成的影响力。根据埃德蒙·伦道夫的描述，亨利在演讲完毕以后，与会大众陷入几分钟的沉默。托马斯·马歇尔事后向他的儿子约翰·马歇尔转述，这场演讲是“有史以来最大胆、最激烈、最具有活力口才的演讲之一。” 当时在教堂外面，透过窗户听到演讲的爱德华·卡林顿，由内心中发出强烈的感憾，并希望将来死后能够长眠此地，他于1810年逝世后达成了这个愿望。弗吉尼亚权利法案起草人乔治·梅森记述，形容“他在演讲中所说的每一句话，不仅吸引人们的注目，而且获得人们的重视，牵动人们消失已久的激情。”
接着下来，众人通过弗吉尼亚殖民地从大不列颠王国独立的决议，亨利被任命为负责建立民兵的委员会主席。总督邓莫尔伯爵在发生列克星敦和康科德战役之时，下令缴收威廉斯堡的火药库，续而在弗吉尼亚殖民地引发战事。 1776年6月7日，大陆会议发表《李氏決議文》，正式宣布联合殖民地共同从大英帝国独立，并开始制定外交和组建联邦政府计划；7月4月，大陆会议发表《美國獨立宣言》，宣告美国独立的正当性。
美国诸邦经历过多场的战役，终于取得独立，并于1787年举行美国制宪会议，宣告奠定《美国宪法》成为美国政治制度的法律基础。亨利在美国独立后，两次就任弗吉尼亚州州长，并多次拒绝担任联邦政府的职务，他于1799年在弗吉尼亚的家中逝世。

## 类似的句子

### 发表演讲之前
在派屈克·亨利发表这篇演讲之前，就已经有一些相似的语录。
美国历史学家大卫·麦卡洛认为亨利所说的这句话，源自约瑟夫·艾迪生于1712年创作的剧作《加图悲剧》第二章第4幕的台词，原文是这部剧作于1713年首演，据称乔治·华盛顿也曾引用过其中的台词。
意大利歌剧《阿悌米萨》（1657年）有一段咏唱曲，名为，直译“给我死亡或自由”。这段唱曲与政治无关，演绎的是奥伦塔请求阿莫尔，让她脱离爱情的束缚，不然就杀死她，因为爱情对她来说，实在是太痛苦了。
苏格兰于1320年发表的独立宣言《阿布罗斯宣言》，其中有段宣言提到“我们的抗争不是为了荣耀，不是为了财富，不是为了名誉，而是为了自由；仅此一点，正直的男人绝不轻弃，直到生命告终。”
北宋政治家范仲淹所作的《灵乌赋》（约1036年）有云“宁鸣而死，不默而生。”这篇《灵乌赋》是为回答梅圣俞的《灵乌赋》而作，以表明在朝堂之中敢于谏言的志向。

### 其他
许多国家、组织和志士把这句话的变体，当成一个国家格言、爱国宣传或革命口号。
美国弗吉尼亚州库尔佩珀民兵的旗帜上面，有的口号； 得克萨斯革命期间，乔安娜·特劳特曼设计的一面旗帜，也有这句口号。乌克兰革命起义军、南斯拉夫祖國軍、马其顿保加利亚革命志愿人员、土耳其大國民議會政府、印度尼西亚独立革命青年，都曾使用过类似的口号。
乌拉圭国歌的别名叫做《东岸人，无祖国毋宁死》，多次重复唱出“东岸人，无祖国，宁愿入土，不自由不如光荣地死。” 罗马尼亚国歌《醒来吧，罗马尼亚人》，也有唱出“不自由毋宁死”的歌词。
希腊国家格言出现于1820年代的希腊独立战争，希腊国旗之上的条纹，代表的就是这句话的九个音节。 希腊北爱琴普萨拉岛的旗帜，也有写上这句格言。
葡萄牙亲王佩德罗于1822年在依皮朗加河宣誓“不独立，毋宁死”（Independência ou Morte），正式宣布巴西从葡萄牙独立，成为巴西帝国的首任皇帝，巴西历史称此事迹为“依皮朗加的纳喊”。
牙买加黑奴塞缪尔·夏普于1832年的浸信会战争，领导黑奴进行奴隶抗争，当他被推上绞刑台上受刑时，说的一句话是“我宁愿死在绞刑架上，也不愿活在奴隶制中。”（I would rather die among yonder gallows, than live in slavery.）
匈牙利爱国诗人裴多菲·山多尔于1847年所作的诗歌《自由与爱情》，描述在“自由、爱情、生命”中的抉择。其中一个中文版本翻译成“生命诚可贵，爱情价更高；若为自由故，两者皆可抛。”这个版本是由殷夫翻译自德文《裴多菲诗选》。
英国活跃政治人士艾米琳·潘克斯特于1913年11月13日，在美国康乃狄克州哈特福发表著名的演讲《自由或死亡》（Freedom or Death），积极推动及捍卫女性的权利。
南斯拉夫于1941年3月发生的南斯拉夫政变，民众公开示威反对与纳粹德国签署协议，喊出的口号是“宁愿一死也不愿为奴，宁愿一战也不愿妥协！”（Bolje grob nego rob, Bolje rat nego pakt!）

## 中文翻译
这句话的原文是，不同年代的中文出版社，对这句话的翻译有“不自由，吾宁死”、“不与我自由，宁与我死”、“给我自由，否则给我死”、“要么给我自由，要么让我死”等。

## 事件
2011年，中国重庆市彭水县的大学生村官任建宇，因被当局认定在互联网发布负面讯息，涉嫌“煽动颠覆国家政权罪”而被逮捕。重庆市公安局警察在其家中搜出一件印有“不自由、毋宁死”字样的衬衫，这件衬衫被当作实物证据。重庆市人民法院最终决定，裁决任建宇进行劳动教养两年。

## 另見
- 不自由，毋宁死 (消歧义)
- 加入，或死亡
- 自由、平等、博愛
- 寧鳴而死，不默而生